# مارکوس اشتوروالد
مارکوس اشتوروالد (آلمانی: Markus Steuerwald؛ زادهٔ ۷ مارس ۱۹۸۹) یک بازیکن والیبال اهل آلمان عضو تیم ملی والیبال آلمان و باشگاه پاریس است.
مارکوس به همراه تیم ملی آلمان به مدال برنز قهرمانی جهان ۲۰۱۴ دست یافت.